# Florencia Varela
Florencia Varela (* 23. März 1957 in Montevideo, Uruguay) ist eine uruguayische Tänzerin und Choreografin.
Ihre Ausbildung erhielt Florencia Varela von 1972 bis 1975 auf der Westchester School of Ballet in New York, von 1975 bis 1976 an der State University of New York at Purchase sowie 1977 auf der Martha Graham School und der Alvin Ailey School. 1978 war sie dann in Caracas am Internationalen Ballett tätig. Bei Carl Parisi erlernte sie 1982 die Martha-Graham-Technik. Drei Jahre später tanzte sie bei Crístine Tanguay in Madrid. Zudem nahm sie in Argentinien Unterricht bei Cristina Barnils und Juan José Bellini. Von 1982 bis 1986 lehrte und arbeitete sie in Madrid. 1986 nahm sie eine Tätigkeit als Dozentin an der Escuela Nacional de Danza auf und gründete im selben Jahr die Gruppe Contradanza, deren Direktorin sie auch war. 1991 erhielt sie als ausländische Choreographin ein Stipendium beim American Dance Festival. Im Folgejahr wurde ihr das Fulbright-Stipendium verliehen. 1996 und 1997 nahm sie auf Einladung an Festivals in Santiago de Chile, San Pablo und Porto Alegre teil. Im darauffolgenden Jahr wurde sie international anerkannte Feldenkrais-Methode-Lehrerin. Als freischaffende Choreographin war sie 2001 für das SODRE im Rahmen von Tabula rasa tätig. Florencia Varela ist auch in der Kampfkunst aktiv. Sie ist Trägerin des blauen Gürtels in Aikido.